# Даффадар
Даффадар (гіндустані: दफ़ादार (Деванагарі); دفعدار (Насталік)) — еквівалент звання сержант в індійській та пакистанській кавалерії, як це було раніше в Британській Індійській армії. Звання нижче — ланс-даффадар. Еквівалентом в піхоті та інших підрозділах є хавільдар. Як і британський сержант, даффадар носить три знаки розрізнення у вигляді шеврону.
Етимологія слова неясна. Суфікс -дар, що зустрічається в хавільдар та інших словах, означає «власник». Таким чином, слово означає «власник дафа'». Однак передбачуване значення дафа' незрозуміле. В арабській мові воно означає «плата» або «штовхання», тоді як у перській, більш очевидному джерелі слова, воно означає відштовхування. Незрозуміло, яку роль, якщо така була, слово даффадар вказувало в імперії Великих Моголів до того, як воно було використане як звання Британського Раджу.